# Refugio Paso de los Andes
El refugio Paso de los Andes es un refugio antártico de Argentina ubicado en la isla Avian, de los islotes Henkes, en la punta sur de la isla Adelaida/Belgrano. Inaugurado el 9 de octubre de 1957, está administrado por el Ejército Argentino y depende de la base San Martín, ubicada a unos 80 kilómetros.

## Accidente
En febrero de 1958 un helicóptero 2 HT-1 del rompehielos ARA General San Martín tuvo una avería y cayó al agua mientras trataba de rescatar al personal del Refugio Paso de los Andes. En el accidente fallecieron el ayudante de topógrafo del Instituto Antártico Argentino Otto Freytag, el Suboficial Primero Aeronáutico de Marina Leónidas M. Carbajal y el Cabo Segundo Electricista Pedro Garay.
El 24 de febrero el helicóptero había logrado rescatar a cuatro personas que habían permanecido atrapadas por casi cuatro meses en el refugio. Luego fueron llevados a la base San Martín donde se debía llevar a cabo los relevos y aprovisionamiento. Dos días después, el helicóptero realizaba uno de los últimos viajes. Iban a bordo los dos pilotos, el mecánico y Capitán Rafael Muriel y René Dalinguer del Instituto Antártico Argentino, además de las personas ya citadas.

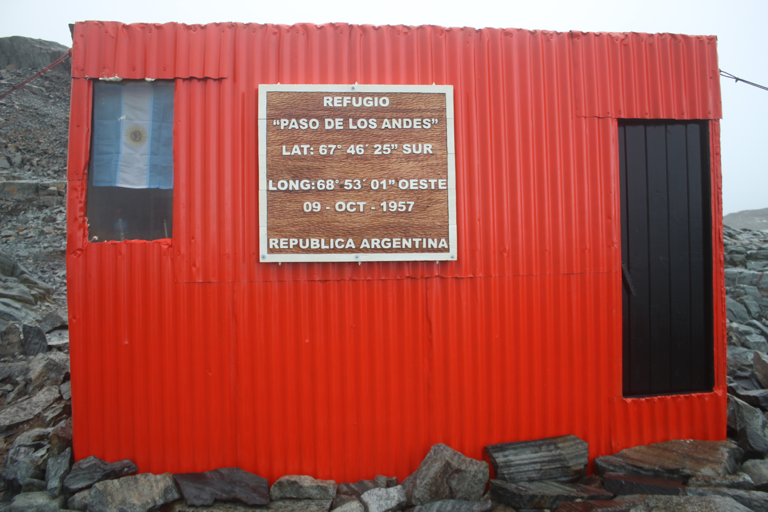
El refugio Paso de los Andes luego de su restauración en febrero de 2020.

La primera parte del vuelo se desarrolló con normalidad. Cuando el aparato estaba orbitando cerca el rompehielos, a unos 300 metros, descendió bruscamente. El rotor de cola del helicóptero se rompió, el aparato empezó a girar y cayó al mar. Los pilotos lograron salir por las puertas de emergencia y algunos pasajeros fueron empujados por el golpe del agua que los sacó hacia la superficie. El resto fue arrastrado al fondo junto al aparato. Los sobrevivientes fueron rescatados de inmediato y llevados a la enfermería del rompehielos. Uno de los rescatados fue el mecánico, piloto y comandante del refugio, capitán del Ejército Rafael Muriel, que resultó con una pierna fracturada.
Debido a que estaba hundido a más de 80 metros de profundidad, el helicóptero no pudo ser rastreado. Debido a intentos frustrados, el rescate y la recuperación de los cuerpos se desestimó. Un día después del accidente, se realizó una misa católica en el casco del rompehielos en el lugar del suceso. También se realizó una ceremonia de homenaje a los caídos con todo el personal de la base.
A principios de la década de 1960 consistía de una construcción de madera de 2,8 m x 3 m x 2,5 m con provisiones para tres personas durante cuatro meses.